# Mastixis responsalis
Mastixis responsalis är en fjärilsart som beskrevs av Walker 1862. Mastixis responsalis ingår i släktet Mastixis och familjen nattflyn. Inga underarter finns listade i Catalogue of Life.